# Xã Straban, Quận Adams, Pennsylvania
Xã Straban (tiếng Anh: Straban Township) là một xã thuộc quận Adams, tiểu bang Pennsylvania, Hoa Kỳ. Năm 2010, dân số của xã này là 4.928 người.